# Alexander Minevski
Alexander Minevski (belarussisch Аляксандр Пятровіч Мінеўскі, Aljaksandr Pjatrowitsch Mineuski; russisch Александр Петрович Миневский, Aleksandr Petrowitsch Minewskij) ist ein ehemaliger belarussischer Handballspieler.

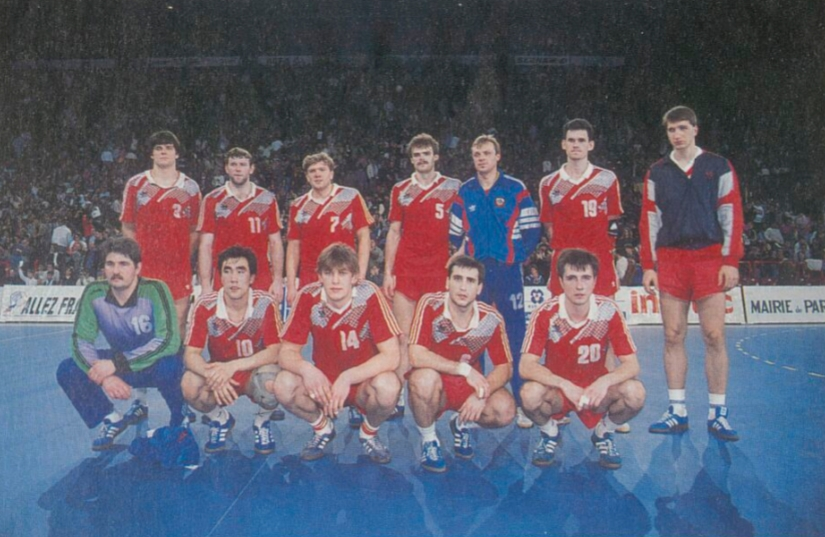
Die Auswahl der GUS beim Tournoi de Bercy 1992: Dmitri Kudinow, Michael Jakimowitsch, Serhij Bebeschko, Andrei Minevski, Alexander Minevski, Igor Wassiljew, Gennadij Chalepo (h.v.l.), Igor Tschumak, Talant Dujshebaev, Oleg Grebnew, Jurij Hawrylow, Dmitri Filippow (v.v.l.).

## Karriere

### Verein
Der Torwart gewann mit SKA Minsk 1988 und 1989 die sowjetische Meisterschaft, 1989 und 1990 den Europapokal der Landesmeister sowie 1988 den Europapokal der Pokalsieger. Im IHF-Pokal 1991/92 unterlag er an der Seite seines jüngeren Bruders Andrej der SG Wallau-Massenheim im Finale auf Grund der Auswärtstorregel. Nach dem Zusammenbruch der Sowjetunion gewann er mit dem Armeeklub noch mehrfach die belarussische Meisterschaft.
In den neunziger Jahren verließ er Minsk und folgte seinem seit 1994 in Deutschland aktiven Bruder in die Bundesrepublik. Der Torhüter spielte spätestens ab 1999 für den USV Cottbus, mit dem er 1999/2000 Meister der 3. Liga wurde und in die 2. Handball-Bundesliga aufstieg. Von 2000 bis 2003 stand er für den LHV Hoyerswerda in der Regionalliga im Tor, in der Saison 2003/04 für den HC Dresden, wo er in der Rückrunde mit seinem Bruder vereint war, und von 2004 bis 2006 wieder für Hoyerswerda in der Regionalliga bzw. der Oberliga, für den er insgesamt 106 Spiele bestritt.

### Nationalmannschaft
Mit der sowjetischen Nationalmannschaft nahm Alexander Minevski am Supercup 1991 teil und belegte den zweiten Platz hinter Spanien. Mit der Nationalmannschaft der Gemeinschaft Unabhängiger Staaten kam er beim World Cup 1992 auf den vierten Rang. Für die belarussische Nationalmannschaft bestritt Minevski 38 Länderspiele. Gemeinsam mit seinem Bruder belegte er bei der Europameisterschaft 1994 den achten Platz. Für die folgende Weltmeisterschaft 1995 wurde nur Alexander berufen, dort kam er mit Belarus auf den neunten Platz.

## Privates
Alexander Minevskis Schwägerin Svetlana Minevskaja wurde Weltmeisterin mit der sowjetischen Nationalmannschaft, seine Nichte Shenia Franz ist deutsche Nationalspielerin.